# Rózsafüzér királynője
Rózsafüzér királynője (más néven Olvasós Boldogasszony) ünnepén a katolikus egyház a híveket segítő Szűz Máriát ünnepli. Ilyenkor Mária közbenjárásáért, Isten segítségéért imádkoznak és az Istenszülő iránti tiszteletet kifejezve, Jézus életéről elmélkednek.
A domonkos szerzetesek 1475-ben rózsafüzér-társulatot alakítottak Kölnben, azóta terjedt el ez a fajta imádság a keresztények körében.
Az Egyház a rózsafüzérnek mindig különös hatékonyságot tulajdonított, ezért a legnehezebb ügyeit a közösségben, folyamatosan mondott rózsafüzérre bízta.
1571. október 7-én a lepantói tengeri ütközetben a keresztény seregek által alkotott Szent Liga összecsapott az oszmán flottával. A csatát segítendő V. Piusz pápa elrendelte a rózsafüzér imádkozását, melyet maga is kitartóan végzett. Az ütközet napján egy látomásban megtudta, hogy a keresztesek nyerik meg a csatát. A diadalt az egész keresztény világ a rózsafüzér imádságnak, illetve Mária közbenjárásának tulajdonította, ezért a pápa a Győzedelmes Nagyasszony tiszteletére ünnepet rendelt el erre a napra, melyet először a következő évben, 1572-ben tartottak meg. 1573-ban XIII. Gergely pápa október első vasárnapjára helyezte át az ünnepet Legszentebb Rózsafüzér elnevezéssel azon templomok és kápolnák számára, ahol rózsafüzér-oltár volt.
A lepantói csata 100. évfordulójára XI. Kelemen pápa 1671-ben egész Spanyolország számára engedélyezte az ünnep megtartását, amit később XI. Kelemen a teljes egyházra kiterjesztett Savoyai Jenő 1716. augusztus 5-én, Havas Boldogasszony napján kivívott péterváradi győzelme emlékére.
Az ezt követő napon, október 8-án szintén egy Mária-ünnep van. (Magyarok Nagyasszonya)
1887-ben XIII. Leó pápa megemelte az ünnep rangját, 1913-ban X. Piusz pápa visszahelyezte az ünnepet az eredeti napjára, október 7-re. XXIII. János pápa 1960-ban az ünnepnek a Rózsafüzér királynője nevet adta.